# Daïra de Collo
La daïra de Collo est une circonscription administrative algérienne située dans la wilaya de Skikda. Son chef-lieu est situé sur la commune éponyme de Collo.

## Communes
La daïra est composée de trois communes : Collo, Beni Zid et Cheraïa.